# 아이 차우 포
아이 차우 포(버마어: အိချောပို, 1990년 1월 3일 ~ )는 미얀마의 배우, 모델, 가수이다.